# Karl Jenny

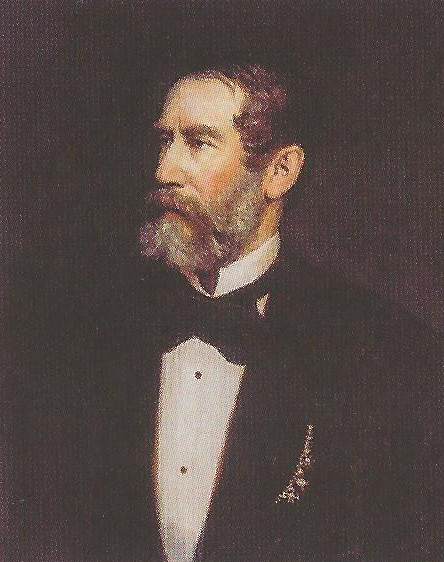
Karl Jenny, Gemälde von Wenzel Ottokar Noltsch (1880)

Karl Jenny (* 11. Jänner 1819 in Wien; † 9. Oktober 1893 ebenda) war ein österreichischer Maschinenbauer und Hochschullehrer. Er war Rektor der Technischen Hochschule Wien.

## Leben
Karl Jenny absolvierte ein Maschinenbau-Studium am k.k. Polytechnischen Institut, wo er ab 1848 Assistent von Adam von Burg war. 1850 wurde er als ordentlicher Professor für Mechanik und Maschinenlehre an die k.k. Bergakademie Schemnitz berufen, 1852 wurde er zum wirklichen k.k. Bergrat ernannt. Ab 1852 lehrte er an der Technischen Akademie in Lemberg.
Von 1866 bis zu seiner Emeritierung im Jahr 1889 war er ordentlicher Professor der Technischen Mechanik und Maschinenlehre am Polytechnischen Institut in Wien als Nachfolger von Adam von Burg. In den Studienjahren 1866/67 bis 1874/75 war er erster Dekan der Maschinenbauschule, im Studienjahr 1875/76 wurde er zum Rektor der Technischen Hochschule Wien gewählt. Während seines Rektorats wurde eine Lehrkanzel für architektonische Formenlehre eingerichtet.
Jenny unternahm zahlreiche Reisen, unter anderem besuchte er die großen europäischen Maschinenfabriken, außerdem war er als Juror und Berichterstatter bei den Weltausstellungen in London (1862), Paris (1867) und Wien (1873) tätig. Er beschäftigte sich unter anderem mit Festigkeitsversuchen und Materialprüfungen und gründete für diesen Zweck das technische Labor der Hochschule. Außerdem stellte er Berechnungen für Wasser- und Schwungräder an und konstruierte doppelt wirkende Dampfmaschinen mit Schiebersteuerungen.

## Publikationen (Auswahl)
- 1859: Über die wichtigsten Constructions-Verhältnisse und einige neue Anordnungen bei doppeltwirkenden stationären Hochdruck-Dampfmaschinen mit Schiebersteuerungen. Mit besonderer Berücksichtigung der Montanindustrie, Berg- und hüttenmännisches Jahrbuch der k. k. Bergakademie Schemnitz
- 1861: Zur Theorie der ober- und rückenschlächtigen Wasserräder, Berg- und hüttenmännisches Jahrbuch 11
- 1863: Die Motoren, österreichischer Bericht über die Internationale Ausstellung in London 1862, Classe 8, Abteilung I, S. 260–294.
- 1869: Die Motoren auf der Pariser Weltausstellung 1867. Bericht über die Weltausstellung zu Paris im Jahre 1867, Band II, Classe 53, Abteilung I, S. 45–164.
- 1873: Untersuchungen über die Festigkeit der Hölzer aus den Ländern der ungarischen Krone, Ungarisches Finanzministerium Budapest
- 1878: Festigkeitsversuche und die dabei verwendeten Maschinen und Apparate an der k. k. technischen Hochschule in Wien
- 1884: Bericht über die Studienreise im Oktober 1883 bezüglich der vorhandenen Communicationsmittel in und in der Nähe von großen Städten